# الأخطور (السياني)

تعديل مصدري - تعديل

الأخطور هي إحدى قرى عزلة الدامغ بمديرية السياني التابعة لمحافظة إب، بلغ تعداد سكانها 233 نسمة حسب تعداد اليمن لعام 2004.